# 湘南学園中学校・高等学校
湘南学園中学校・高等学校（しょうなんがくえんちゅうがっこう・こうとうがっこう）は、神奈川県藤沢市にある私立の中学校・高等学校（中高一貫校）。設置者は学校法人湘南学園。

## 概要
1933年4月2日、藤沢市鵠沼の地に個性尊重の自由教育を望む保護者と教師の協力により、玉川学園の分園として設立。初代園長は玉川学園創立者の小原國芳。「個性豊かにして身体健全　気品高く　社会の進歩に貢献できる明朗有為な実力のある人間の育成」が建学の精神。当時は別荘地であった鵠沼に住む財界人の子弟が通う学校であった。近年は国際交流や次代を見据えた教育活動にも積極的に取り組んでおり、ユネスコスクール、SGHアソシエイト校指定を受けている。

## 設置学科・コース
- 中学校
- 高等学校
  - 全日制課程　普通科

## 沿革

### 略歴
1931年（昭和6年）に地元在住の内務省衛生局技師氏原佐蔵が、文部省の認可を得て私立爽明学園（小学校・幼稚園）を開校したが、氏原死去により立ち消えとなった。1933年に鵠沼松が岡在住の藤江永正の息子が学齢に達したのを機に学校設立を思い立ち、母親の藤江富佐（京都市陶磁器試験場初代場長藤江永孝未亡人）の知り合いだった玉川学園創立者の小原國芳に相談、学生時代に富佐から援助を受けていた小原は協力を承諾し、玉川学園の伊藤孝一を派遣し開校準備にあたらせた。伊藤は秋田師範学校卒業後付属の訓導を経て玉川学園出版部に移り、早稲田大学国文科を卒業後、小原の秘書としてアメリカ分校開校を経て、湘南学園初代主事に就任した。
同年4月2日、東京螺子製作所（現・ミネベア藤沢工場ファスナー製造部）社長の松本源三郎所有の建物(敷地1500 坪、家屋30坪)を借用して、湘南学園幼稚園、湘南学園小学校の開校式が行なわれた。生徒は、藤江家の兄妹を含む5人であった。7月17日に第一校舎が落成、生徒は小学校が8名、幼稚園が20名となった。11月15日に私立爽明学園の設立者登記を氏原たまから湘南学園後援者のひとり安部政次郎（安部幸兵衛の娘婿）に変更し、翌1934年2月2日には校名の変更も許可された。
1935年3月に第１回の小学校卒業生を２名送り出した。1939年に学園の経営が困窮したため、松本源三郎が学園経営を受け継ぎ、小原の後任として1942年に八木寿治を2代目学園長に迎えた。

### 年表
（年表節の主要な出典は公式サイト）
- 1933年（昭和8年） - 玉川学園の創立者である小原國芳が初代学園長に就任。湘南学園幼稚園、湘南学園小学校を開校。
- 1947年（昭和17年） - 湘南学園中学校開校。宮下正美が第3代学園長に就任。
- 1950年（昭和25年） - 湘南学園高等学校開校。
- 1951年 - 湘南学園が学校法人となる。
- 1952年 - 総合学園（幼稚園、小学校、中学校、高等学校）体制確立。
- 1979年 - 中学校・高等学校の6年間一貫教育を実施。
- 2004年（平成16年） - 全ての校舎とグラウンドをリニューアルし、新しい制服に移行。
- 2013年 - ユネスコスクール加盟[6]。
- 2015年 - スーパーグローバルハイスクール (SGH) アソシエイト校指定[7]。

## 交通
- 小田急江ノ島線鵠沼海岸駅 徒歩8分
- 江ノ島電鉄線鵠沼駅 徒歩8分

## 著名な出身者
- 森稔 - 実業家（森ビル元社長・会長）／第1回中学卒業
- 桑野光正 - ヤマダ電機社長
- 河野一郎 - 筑波大学名誉教授、日本スポーツ振興センター理事長
- 設楽りさ子
- 鈴木健次 - NHK　ラジオ深夜便ディレクター／第1回中学卒業
- 平尾昌晃 - 歌手・作曲家/中学校　創立70周年記念曲「夢に向かって」
- 青木昌彦 - 経済学者 /中学校
- 尾高惇忠 - 作曲家、東京藝術大学教授
- 諸星裕 - 桜美林大学大学院副学長/中学校
- 高橋悠治 - 作曲家、ピアニスト
- 尾高忠明 - 指揮者
- 広上淳一 - 指揮者
- 北山みつき - 演歌歌手、グラビアアイドル
- チバユウスケ - ミュージシャン、thee michelle gun elephantヴォーカル
- 宇乃かつを - ミュージシャン、作曲家、編曲家
- テミヤン(宮手健雄) - ミュージシャン
- 田沼広之 - ラグビー選手

## 系列校
- 湘南学園小学校
- 湘南学園幼稚園

## その他
- アメリカ合衆国インディアナ州インディアナポリスのオーチャード・スクール (The Orchard School) と国際交流が行われている[8]。